# Tyja
La Tyja (in russo Тыя?) è un fiume della Russia siberiana orientale, tributario del lago Bajkal. Scorre nel Severo-Bajkal'skij rajon della Buriazia.
Il fiume ha origine dal lago Verchov'e Tyi a est del monte Injaptuk (sugli altopiani del Bajkal settentrionale). Scorre in direzione meridionale in una zona montuosa. La lunghezza del fiume è di 120 km, l'area del bacino di 2 580 km². Sfocia nel lago Baikal a sud della città di Severobajkal'sk. La foce forma un delta largo fino a 2,5 km.

## Ferrovia Bajkal-Amur
A ovest, nella valle del suo affluente Goudžekit, corre la linea principale della ferrovia Baikal-Amur (BAM), che prosegue lungo la riva sinistra del Tyia nel suo corso inferiore per circa 25 chilometri, e raggiunge Severobajkal'sk. Successivamente la BAM gira a nord-est e costeggia il Bajkal verso la vicina valle dell'Angara Superiore.